# إزلنغتون
إزلنغتون منطقة (برة) غرب مدينة لندن عاصمة بريطانيا. يمتد من شارع إزلنغتون العام إلى هايبري فيلدز.

## أعلام
- ألفي بوتير
- لاري أشيك
- جايسون وليامز
- جون جورج مايلز
- دوروثي لورانس
- جاكلين إيفانز